# Hajnalka Balázs
Hajnalka Balázs (Szigetvár, 19 luglio 1963) è un'ex cestista ungherese.

## Carriera
Con l'Ungheria ha disputato due edizioni dei Campionati europei (1991, 1995), vincendo una medaglia di bronzo.